# Justin Lemberg
Justin Lemberg (23 agosto 1966) è un ex nuotatore australiano.
Specializzato nello stile libero, ha vinto la medaglia di bronzo nei 400 m sl alle olimpiadi di Los Angeles 1984.

## Palmarès
- Giochi olimpici

Los Angeles 1984: bronzo nei 400 m sl.
- Giochi PanPacifici

1985 - Tokyo: oro nei 400 m sl.